# パブピア
パブピア（英: PubPeer）は、「Pub＝出版された論文(意訳)」＋「Peer＝研究者仲間からの評価・審査・議論(意訳)」の造語で、学術誌に出版された論文を研究者仲間が議論するウェブサイトである。出版後査読（post-publication peer-review）の1つである。

## 歴史
2012年10月の創始から2015年8月31日まで匿名で運営していたが、2015年8月31日、3人の創始者のうち1人が実名で活動することに切り替えた。
運営者は、フランス国立科学研究センターの神経科学者・ブランドン・ステル（Brandon Stell）と、他の2人はハンドルネームだが、ジョージ・スミス（George Smith）、リチャード・スミス（Richard Smith）である。

## 活動
学術誌に出版された論文についての議論や質疑応答するウェブサイトである。言語は英語で、無料で利用できる。
議論や質疑応答の閲覧は登録せずにできるが、議論や質疑応答するには登録が必要である。
登録には、学術誌に出版した論文のDOI（デジタルオブジェクト識別子）、PubMed ID、またはarXiv ID が必要である。しかも、その論文の第一著者または最後著者しか登録できない。議論や質疑応答する人は、必然的に研究者に限定される。サイト運営者には、登録した人物を特定することができる。ただし、コメントは匿名で表示されるので、閲覧者はコメントした人の所属や名前を特定できない。
投稿したコメントは査読され、即時掲載されない。査読の結果、採択されない場合もある。採択されたコメントはウェブサイトに掲載と同時に、コメント対象の論文著者にも通知される。
このサイトで議論した結果、論文中のデータの捏造、改竄、データや文章の盗用の指摘に至ることがしばしばある。
例えば、2014年春に日本で問題になった小保方晴子の「ネイチャー」論文は、2014年1月29日の論文出版直後からパブピアでも議論が始まった。数日後、データの異常が指摘された。